# Organisation der Arbeitswelt
Die Berufsbildung in der Schweiz wird von den drei verantwortlichen Institutionen Bund (Schweizerische Eidgenossenschaft), Kantone und  den Organisationen der Arbeitswelt (Sozialpartner, Verbände, Betriebe, öffentliche und private Anbietende von Lehrstellen und anderen Bildungsangeboten) wahrgenommen.
Die Wirtschaft und mit ihr die Organisationen der Arbeitswelt insgesamt sind ein tragendes Element der Berufsbildung.  Die im Berufsbildungsgesetz bewusst gewählte Terminologie trägt dem Umstand Rechnung, dass die Wirtschaft einerseits ein wesentlicher Akteur der Berufsbildung bleibt, dass aber neben Industrie, Gewerbe und Handel auch andere Bereiche wie Land- und Forstwirtschaft sowie – seit der Verfassungsabstimmung vom 18. April 1999 neu in Bundeskompetenz – Gesundheit, Soziales und Kunst einzubeziehen sind. Die ausdrückliche Erwähnung der Sozialpartner und der Berufsverbände wurde von breiten Kreisen gewünscht.